# Claude Longchamp
Pour les articles homonymes, voir Longchamp.
Claude Longchamp, né le 14 mars 1957 à Fribourg, est un historien et politologue suisse, ancien propriétaire de l'institut de sondage gfs.bern.

## Biographie

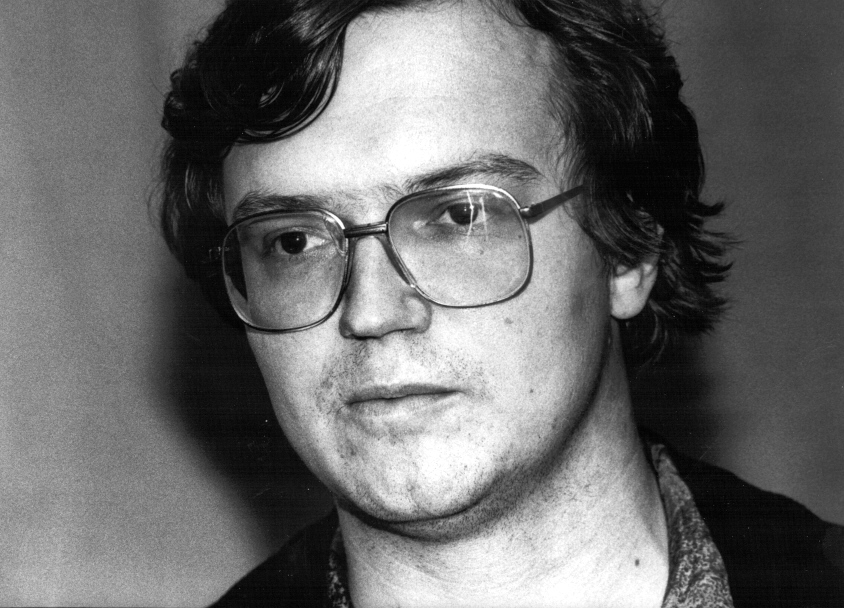
Claude Longchamp en 1990.

Claude Longchamp naît à Fribourg le 14 mars 1957, d'un père vaudois et d'une mère argovienne, et grandit dans un environnement bilingue. Après avoir accompli son service militaire, qu'il qualifie plus tard de prison, il étudie l'histoire à l'Université de Zurich. Il fait son travail de licence à l'Université de Berne sur les missions des médecins suisses sur le front de l'Est.
Il intègre la Gesellschaft für praktische Sozialforschung (aujourd'hui gfs.bern) dans les années 1990. Il fait sa première intervention télévisée sur SRF en 1992 lors du non à l'EEE. Il est considéré comme un des experts les plus qualifiés sur les études d'opinion politique en Suisse, malgré quelques « ratés » (notamment sur la votation du 9 février 2014, l'initiative sur les minarets ou l'initiative Ecopop).
Claude Longchamp est qualifié par un de ses principaux concurrents, le politologue et chef de l'institut de sondage Sotomo Michael Hermann, de « plus grande diva du pays ».
Il décide en 2016 de prendre une retraite anticipée et de vendre gfs.bern à deux collaborateurs,.
NZZ Folio rapporte en février 2006 que Claude Longchamp est membre du Parti socialiste suisse, alors qu'un article du Tages-Anzeiger de mai 2015 indique qu'il n'en fait plus partie depuis les années 1990.

## Ouvrages
- (de) Claude Longchamp, Das Umfeld der schweizerischen Ärztemissionen hinter die deutsch-sowjetische Front 1941-1945 (1967/68) : wirtschaftliche und politische Aspekte einer humanitären Mission im Zweiten Weltkrieg (travail de licence en histoire), Bern, 1983, 251 p. (OCLC 884810403).